# Colombo (Brazília)
Colombo város Brazíliában, Paraná államban. Lakosainak száma 232 212 fő (2022). Colombo Rio Branco do Sul, Bocaiúva do Sul, Almirante Tamandaré, Campina Grande do Sul, Curitiba, Pinhais és Quatro Barras községekkel határos.

## Népesség
A település népességének változása:
| Lakosok száma | 183 329 | 212 967 | 246 540 | 249 277 | 232 212 |
|               | 2000    | 2010    | 2020    | 2021    | 2022    |